# Mauro Codussi
Mauro Codussi (né à Lenna, Val Brembana en Lombardie, vers 1440 et mort en 1504) fut un architecte italien du quattrocento qui exerça surtout à Venise. Il est aussi connu sous le nom de Coducci.

## Œuvres
Il s'installa à Venise où la plupart de ses œuvres ont été construites, parmi lesquelles :
- Édifices religieux
  - campanile de la Basilica San Pietro di Castello
  - Église San Michele in Isola, vers 1479/1480
  - San Giovanni Crisostomo
  - Santa Maria Formosa
  - San Zaccaria
- Palais
  - Ca' Vendramin Calergi
  - Zorzi Galeoni
- Torre dell'Orologio en collaboration avec Bartolomeo Bon

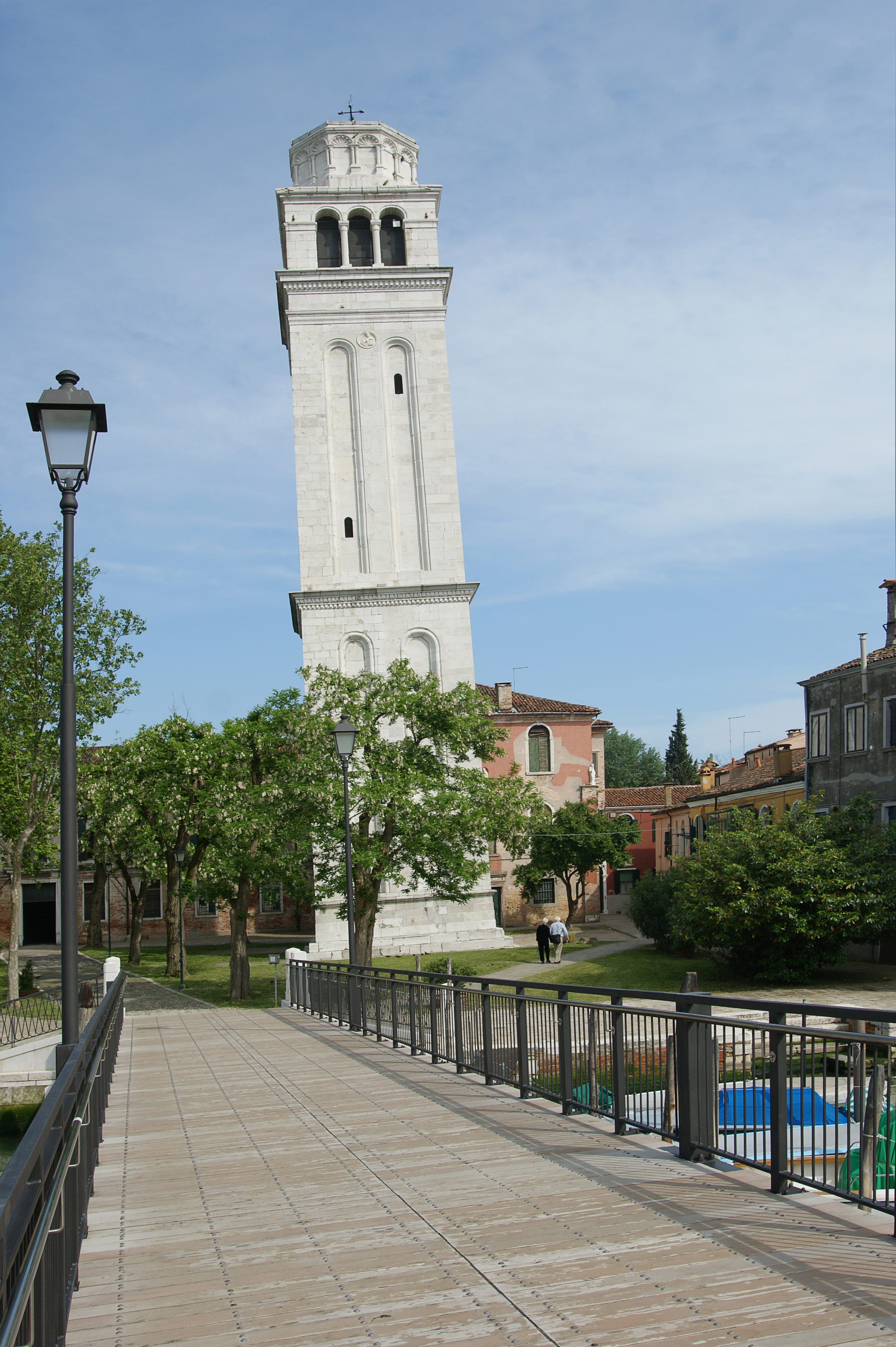
Campanile de la Basilica San Pietro di Castello
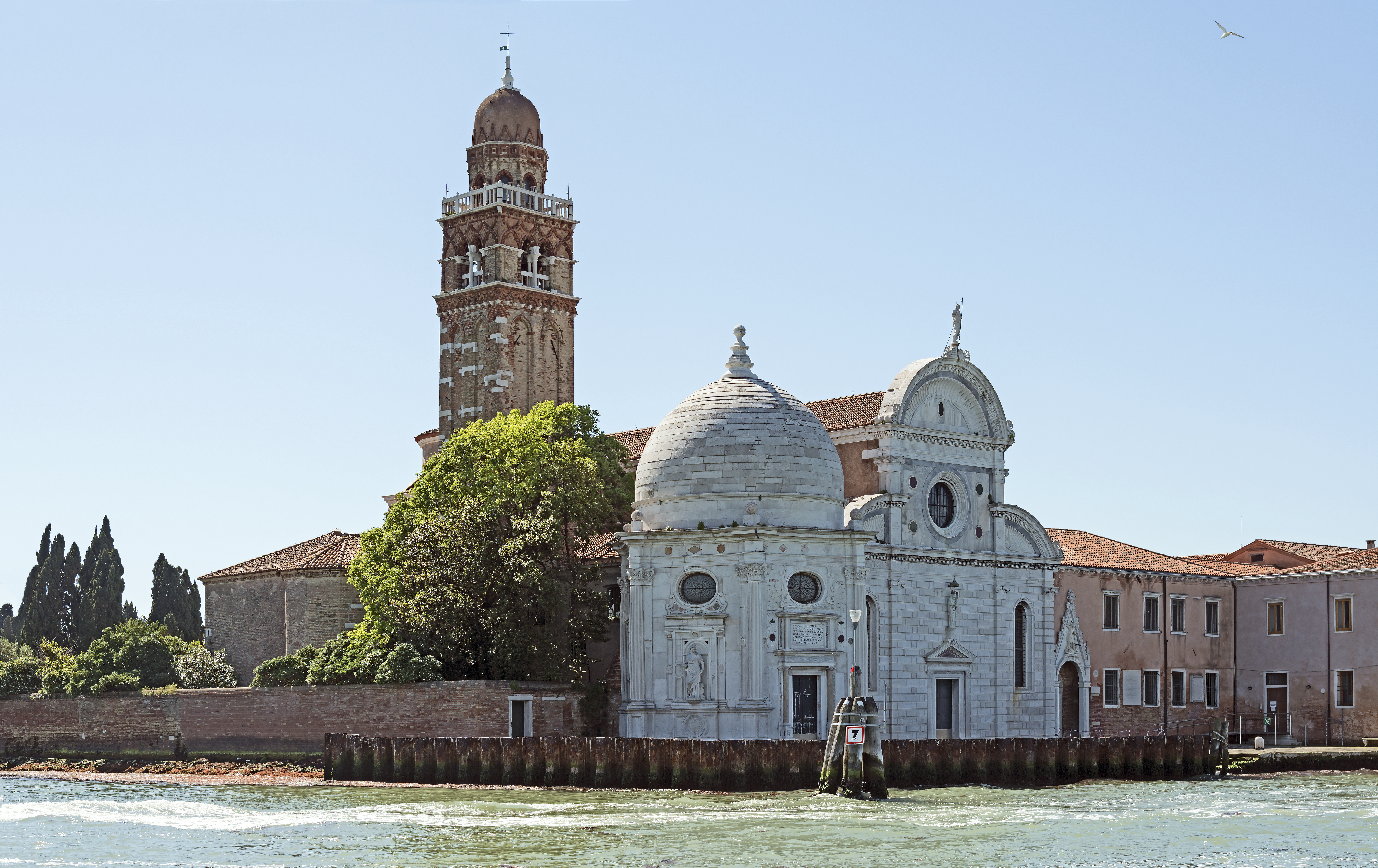
Église San Michele in Isola
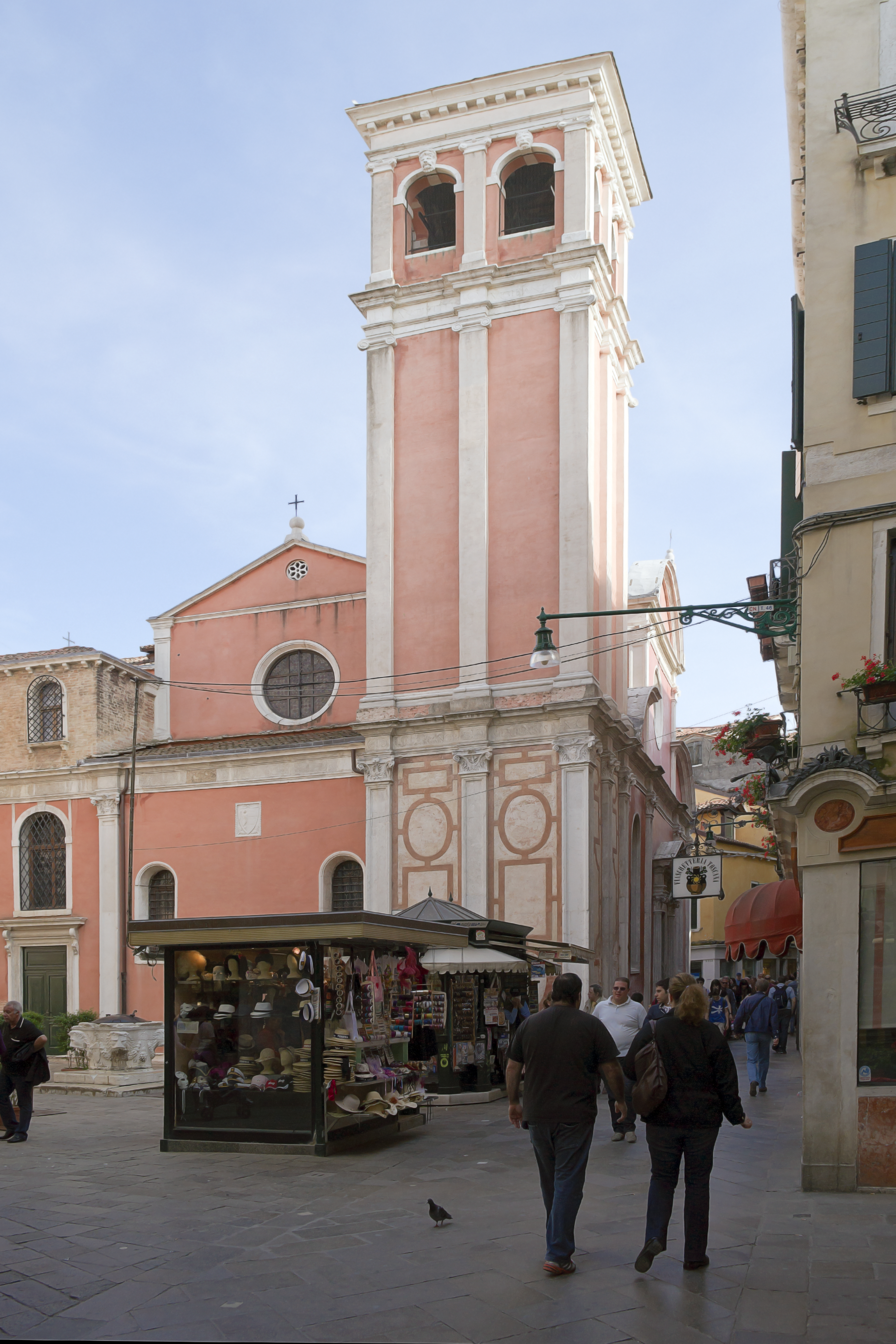
San Giovanni Crisostomo
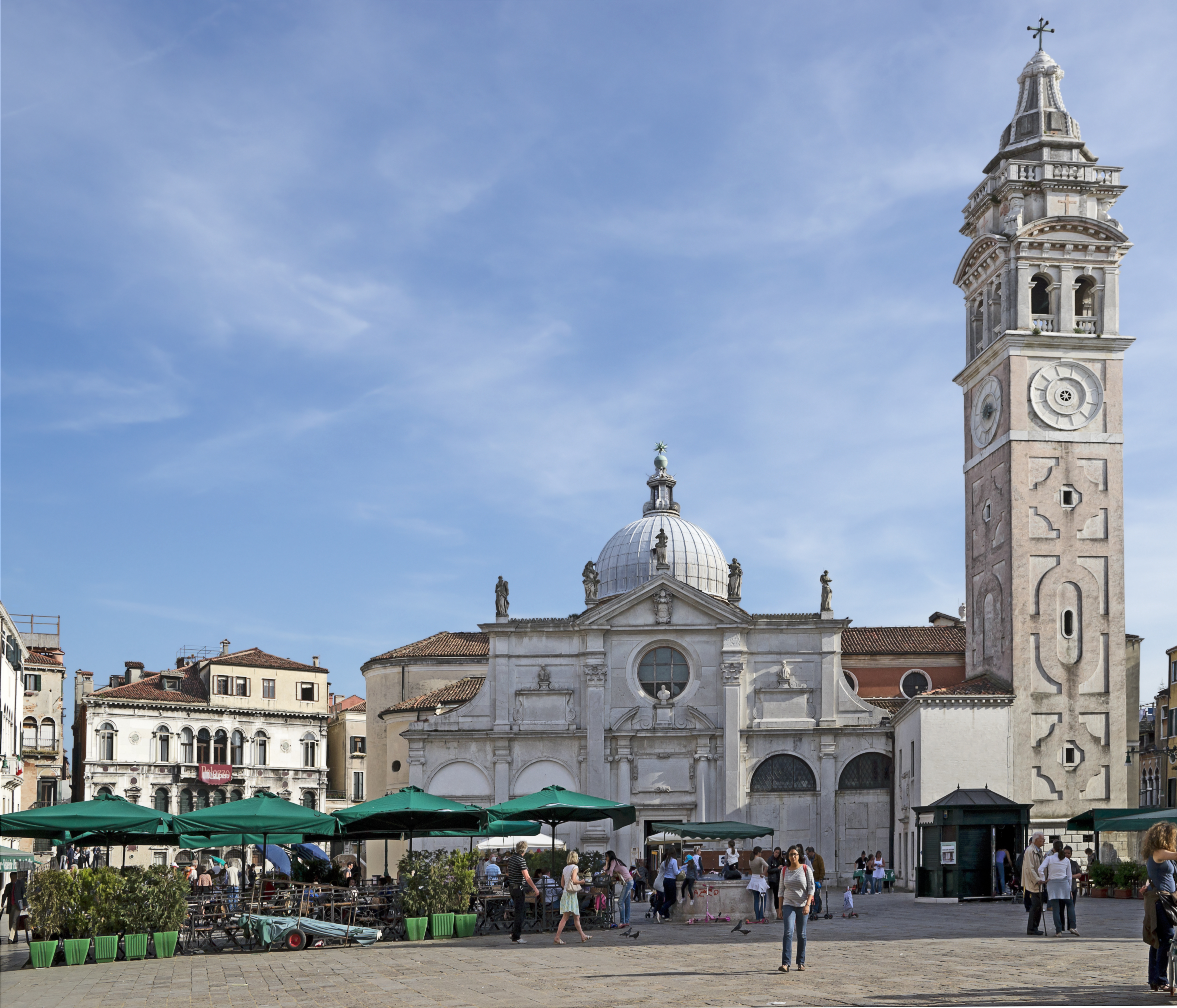
Santa Maria Formosa
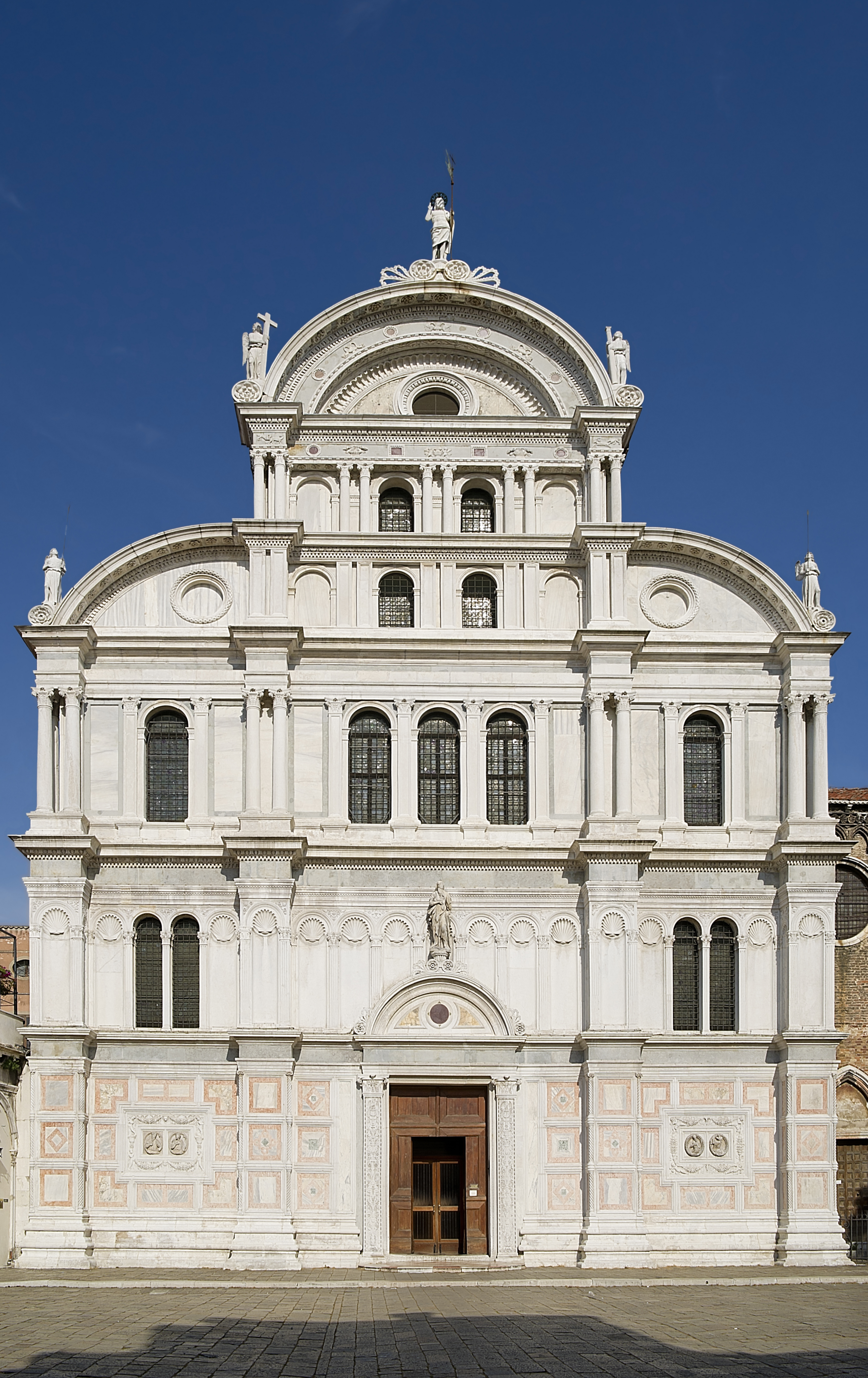
San Zaccaria
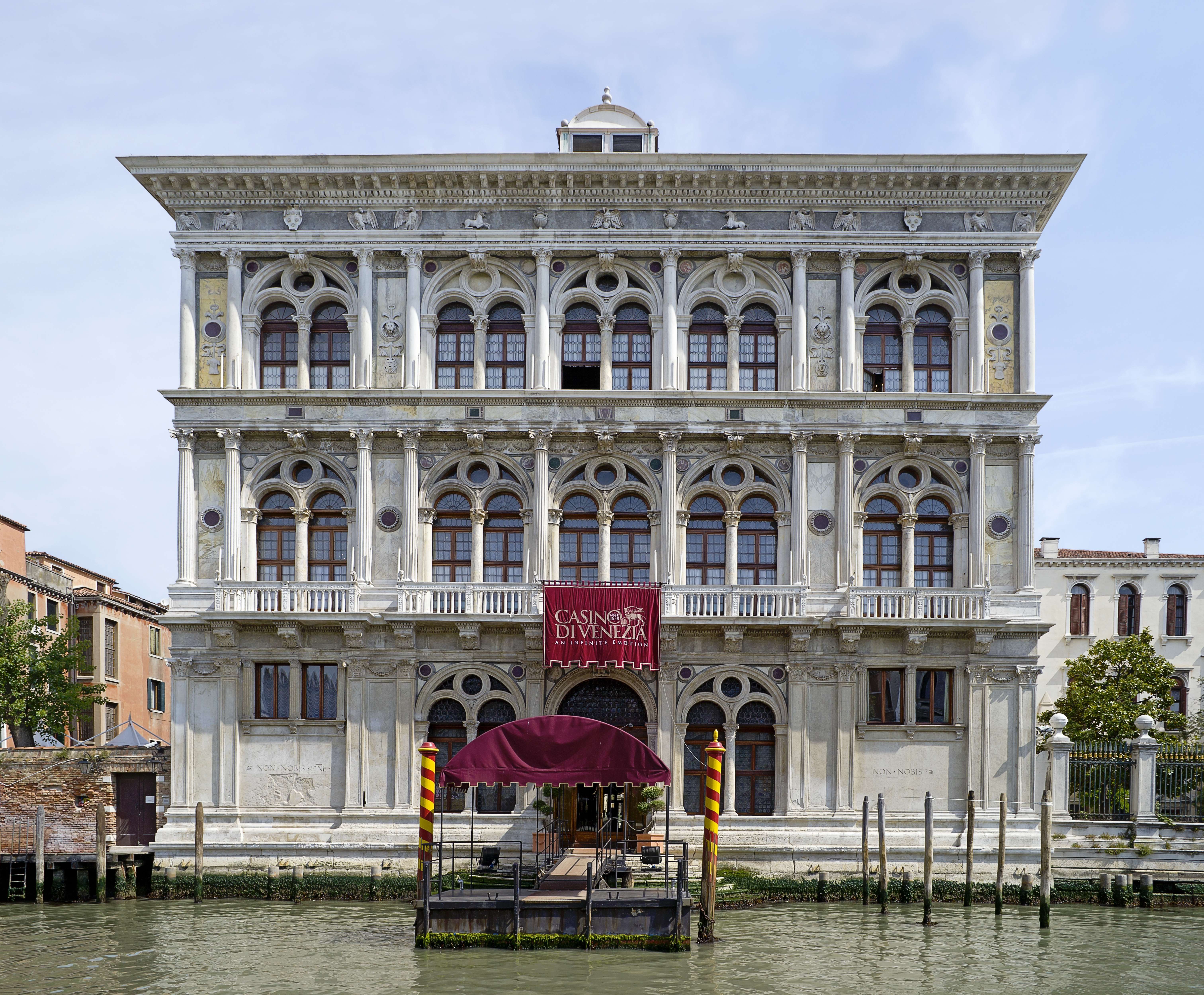
Ca'Vendramin Calergi
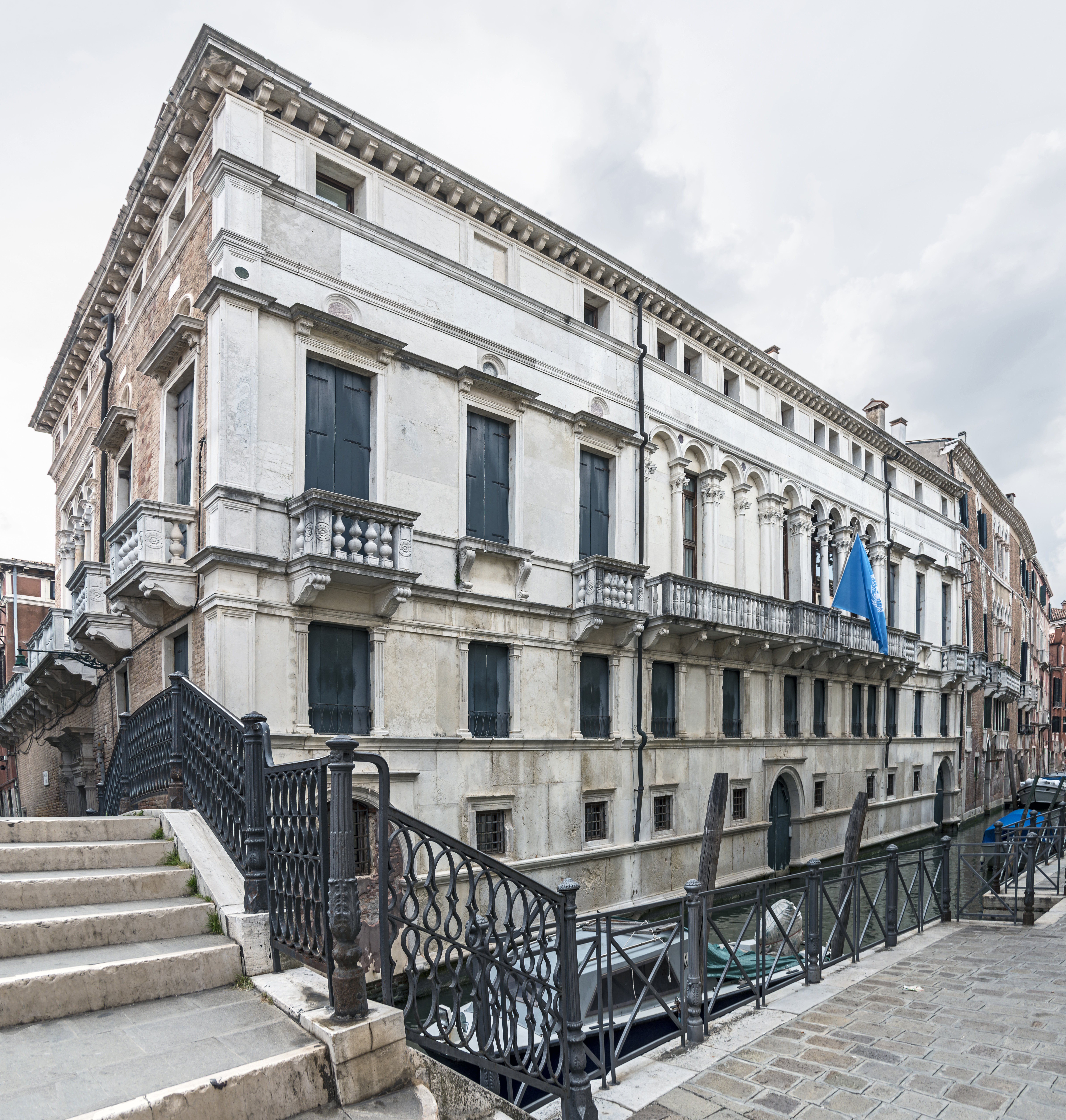
Palazzo Zorzi Galeoni